# Brevianta ematheon
Espèce
Brevianta ematheon est un papillon de la famille des Lycaenidae, de la sous-famille des Theclinae et du genre Brevianta.

## Dénomination
Brevianta ematheon a été décrit par Pieter Cramer en 1775 sous le nom de Papilio ematheon;
Synonymes : Thecla ematheon, Hewitson, 1867.

### Nom vernaculaire
Brevianta ematheon se nomme Ematheon Hairstreak en anglais.

## Description
Brevianta ematheon est un petit papillon dont les pattes et les antennes sont annelées de noir et de blanc et qui possède deux fines queues, une courte et une longue à chaque aile postérieure.
Il est de couleur ocre doré à marron orné de marques argentées.

## Écologie et distribution
Brevianta ematheon est présent au Venezuela, au Surinam et en Guyane,,.

### Protection
Pas de statut de protection particulier.